# 원더우먼 (1975년 TV 시리즈)
- 1975년부터 1979년까지 방영한 원더우먼 TV 시리즈다.

- 2017년 DC 확장 유니버스의 원더우먼 개봉 때까지 40여년간 원더우먼 실사화의 간판이었던 시리즈다.

## 한국 방영
- 대한민국에서는 TBC 동양방송에서 1978년 7월 부터 1979년 2월 1년까지 잠시 방영하였고 마지막 1년만에 종영 하였다.
- 그리고 1980년 11월 TBC 동양방송에서 방영 중단 받고 인수 하였다.
- 그리고 MBC 문화방송 1981년 1월부터 1982년 5월 까지 2년만에 첫 방영 바뀌고 이동 하였고 마지막이 되었다.
- 그리고 마지막 KBS2 TV 한국방송 1982년 7월 부터 1983년 7월 까지 1년만에 방영 바뀌고 이동 하였고 맡기게 되었다.
- 1년만에 마지막 종영 하였다.